# Lysiloma ambigua
Lysiloma ambigua är en ärtväxtart som beskrevs av Ignatz Urban. Lysiloma ambigua ingår i släktet Lysiloma och familjen ärtväxter. Inga underarter finns listade i Catalogue of Life.